# バーデン＝ヴュルテンベルク州議会
バーデン＝ヴュルテンベルク州議会（バーデン＝ヴュルテンベルクしゅうぎかい、ドイツ語: Landtag von Baden-Württemberg）は、ドイツの連邦州であるバーデン＝ヴュルテンベルク州の議会である。

## 政党と議席数
2021年3月に実施された州議会議員選挙の結果、会派別の議席構成は以下の通りとなった。
| 会派名                       | 議員数 |
| ---------------------------- | ------ |
| ■同盟90/緑の党（B90/Grüne）  | 58     |
| ■キリスト教民主同盟（CDU）   | 42     |
| ■社会民主党（SPD）           | 19     |
| ■自由民主党（FDP）           | 18     |
| ■ドイツのための選択肢（AfD） | 17     |
| 合計                         | 154    |

## 歴代議長
- 1952年 - 1960年 カール・ナインハウス（ドイツ語版）、CDU
- 1960年 - 1968年 フランツ・ガーク（ドイツ語版）、CDU
- 1968年 - 1976年 カミーユ・ヴルツ（ドイツ語版）、CDU
- 1976年 - 1980年 エーリヒ・ガンゼンミュラー（ドイツ語版）、CDU
- 1980年 - 1982年 ロタール・ガア（ドイツ語版）、CDU
- 1982年 - 1992年 エーリヒ・シュナイダー（ドイツ語版）、CDU
- 1992年 - 1996年 フリッツ・ホップマイアー（ドイツ語版）、CDU
- 1996年 - 2011年 ペーター・ストラウブ（ドイツ語版）、CDU
- 2011年 ヴィリー・スタチェル（ドイツ語版）、CDU
- 2011年 - 2015年 グイド・ヴォルフ（ドイツ語版）、CDU
- 2015年 - 2016年 ヴィルフリート・クレンク（ドイツ語版）、CDU
- 2016年 -  ムフテラム・アラス（ドイツ語版）、Grünen